# Oospila thalassina
Oospila thalassina är en fjärilsart som beskrevs av W. Warren 1905. Oospila thalassina ingår i släktet Oospila och familjen mätare. Inga underarter finns listade i Catalogue of Life.